# Битва за Мостар
Бои за Мостар шли во время Боснийской войны: первоначально в 1992 году, а затем снова в 1993—1994 годах. В период с апреля по июнь 1992 года в ней участвовали Хорватский совет обороны и Армия Республики Боснии и Герцеговины, сражавшиеся против Югославской народной армии (ЮНА) и Войска Республики Сербской. Этот этап завершился в июне 1992 года после успеха операции «Шакал», начатой хорватской армией и Хорватским советом обороны. В результате первой осады около 90 тысяч жителей Мостара стали беженцами, а многочисленные религиозные здания, культурные учреждения и мосты были повреждены или разрушены.
По мере нарастания конфликта и изменения политической обстановки боснийские хорваты и боснийцы начали воевать друг с другом, что привело к хорватско-боснийской войне. В период с июня 1993 года по апрель 1994 года Хорватский совет обороны осаждал сосредоточенный боснийцами Восточный Мостар, что привело к гибели большого числа мирных жителей, прекращению поставок гуманитарной помощи, повреждению или разрушению десяти мечетей и взрыву исторического Старого моста. Военные действия закончились подписанием Вашингтонского соглашения в марте 1994 года, которые создали мусульманско-хорватскую федерацию.

## Предыстория

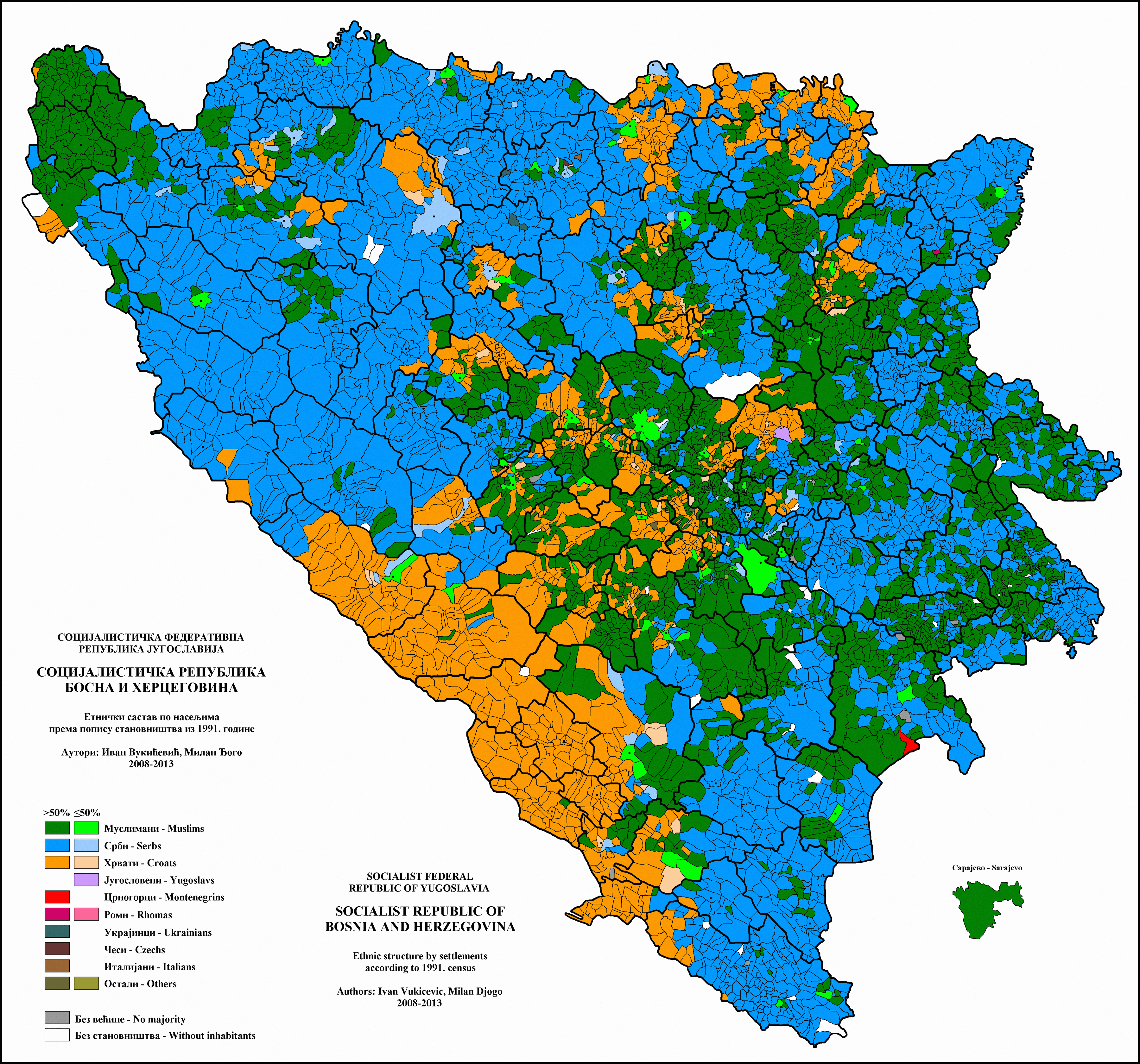
Этническая карта Боснии и Герцеговины согласно переписи населения 1991 года

Босния и Герцеговина исторически была многонациональным государством. По данным переписи 1991 года, 43,7 процента населения были боснийскими мусульманами, 31,4 процента — сербами, 17,3 процента — хорватами и 5,5 процента определяли себя как югославы. Большинство югославов были по происхождению сербами либо детьми от смешанных браков. В 1991 году 27 % браков были смешанными.
В результате первых многопартийных выборов, состоявшихся в ноябре 1990 года, победили три крупнейшие националистические партии Партия демократического действия, Сербская демократическая партия и Хорватское демократическое содружество.
Стороны разделили власть по этнической линии так, что главой республики стал босниец-мусульманин Алия Изетбегович, председателем парламента — серб Момчило Краишник, а премьер-министром — хорват Юре Пеливан. 15 октября 1991 года парламент Социалистической республики Боснии и Герцеговины в Сараеве принял «Меморандум о суверенитете Боснии и Герцеговины» простым большинством голосов. Меморандум встретил горячие возражения сербских членов боснийского парламента, утверждавших, что вопросы, касаемые поправок в конституцию, должны быть поддержаны 2/3 членами парламента. Несмотря на это, «Меморандум» был утверждён, что привело к бойкоту парламента со стороны боснийских сербов. Во время бойкота было принято законодательство республики. 25 января 1992 года во время сессии боснийского парламента он призвал к референдуму по вопросу независимости, назначив его на 29 февраля и 1 марта.
Ещё в сентябре-октябре 1990 года ЮНА начала вооружать боснийских сербов и объединять их в ополчение. К марту 1991 года ЮНА распространила примерно 51 900 единиц огнестрельного оружия среди сербских военизированных формирований и 23 298 единиц огнестрельного оружия, имевшихся в наличии у Сербской демократической партии. Правительство Хорватии начало вооружать хорватов в регионе Герцеговины в 1991 и в начале 1992 года, ожидая, что сербы начнут войну в Боснии. Это также помогло вооружить боснийскую общину. С июля 1991 года по январь 1992 года ЮНА использовала территорию Боснии и Герцеговины для ведения боевых действий в Хорватии. Во время войны в Хорватии президент Боснии Алия Изетбегович в ходе своего обращения по телевидению провозгласил нейтралитет, заявив, что «это не наша война», и что правительство в Сараеве не предпринимало защитных мер против возможного нападения боснийских сербов и ЮНА.
25 марта 1991 года президент Хорватии Франьо Туджман встретился с президентом Сербии Слободаном Милошевичем в Караджорджеве, как сообщается, для обсуждения раздела Боснии и Герцеговины. В ноябре было создано автономное хорватское сообщество Герцег-Босна, которое заявило, что не преследует цели отделения и послужит «правовой основой для местного самоуправления». Оно поклялось уважать боснийское правительство при условии, что Босния и Герцеговина будет независимой от бывшей и всех видов будущей Югославии. Мате Бобан стал её президентом. В декабре Туджман в беседе с лидерами боснийских хорватов заявил, что «с точки зрения суверенитета у Боснии и Герцеговины нет перспектив», и рекомендовал хорватской политике «поддерживать суверенитет [Боснии и Герцеговины] до тех пор, пока время, поскольку оно больше не подходит для Хорватии».
После участия югославской армии в войне в Хорватии, её подразделения рассматривались хорватами Мостара как оккупационные силы. ЮНА воспринималась как сила, дружественная сербам и враждебная хорватам и боснийским мусульманам. 4 февраля 1992 года местные хорваты заблокировали дороги из Мостара в Читлук и Широки-Бриег в знак протеста против действий резервистов ЮНА в этом районе. 6 февраля сербы блокировали дорогу из Мостара в Сараево. 29 февраля и 1 марта 1992 года в Боснии и Герцеговине прошёл референдум о независимости. Боснийские избиратели и боснийские хорваты активно поддерживали независимость, в то время как боснийские сербы в значительной степени бойкотировали референдум. Большинство избирателей проголосовали за независимость и 3 марта 1992 года президент Алия Изетбегович провозгласила независимость от Югославии, которая была немедленно признана Хорватией. Независимость республики была подтверждена 5 марта 1992 года парламентом. Однако сербы, которые составляли треть населения БиГ, бойкотировали этот референдум и заявили о неподчинении новому национальному правительству БиГ, начав с 10 апреля формировать собственные органы власти с центром в городе Баня-Лука. Национальное движение сербов возглавила Сербская демократическая партия Радована Караджича.
14 марта в Мостаре произошла перестрелка с казармами ЮНА. На следующий день жители Мостара установили баррикады и потребовали вывода сил ЮНА. 25 марта 1992 года вооружённые силы Хорватии вторглись на территорию Боснии в регионе Посавина, где устроили резню в Сиековаце. В начале апреля хорватской армией при поддержке Хорватского совета обороны было начато наступление на Купрес. 8 апреля боснийские хорваты были организованы в Хорватский совет обороны (ХСО). . Также присоединилось значительное количество боснийских мусульман. 15 апреля была сформирована Армия Республики Боснии и Герцеговины — армия боснийских мусульман.

## Осада в апреле-июне 1992 года

### Предыстория
В апреле боевые действия начались в нескольких местах Герцеговины. Вторая военная область ЮНА под командованием генерал-полковника Милутина Куканяца задействовала части 5-го корпуса и 9-го корпуса в районе Купреса, ранее захваченного хорватскими силами. Четвёртый военный округ ЮНА, которым командовал генерал Павле Стругар, задействовал 2-й и 13-й корпуса для боевых действий возле Столаца и большей части восточного берега реки Неретва к югу от Мостара. 7 и 8 апреля город Широки-Бриег подвергся атаке югославских ВВС.

### Осада

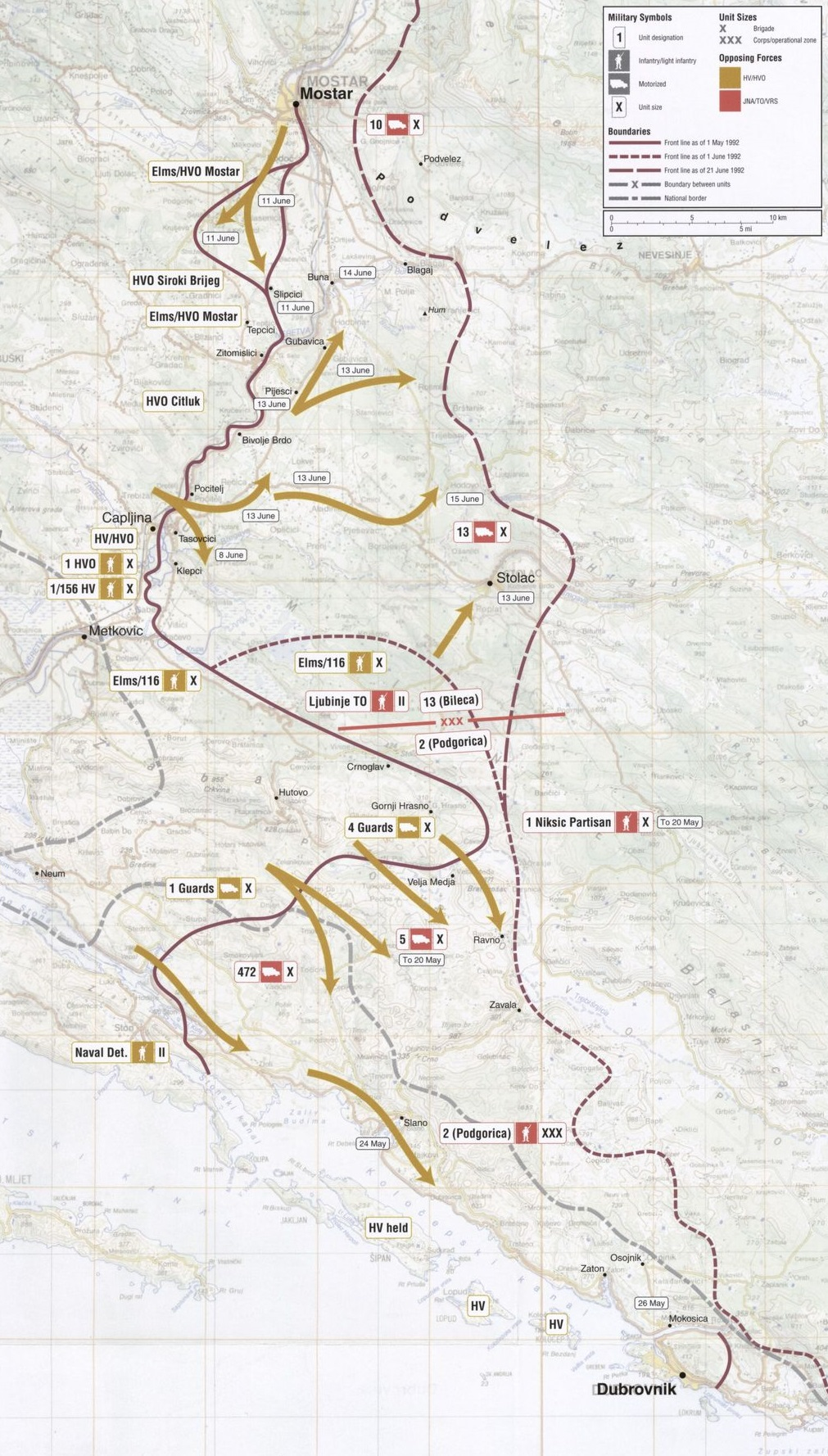
Карта операции «Шакал», положившей конец осаде в 1992 году.

Артиллерийские атаки ЮНА на пригород Мостара начались 6 апреля и оттуда город периодически подвергался артиллерийским обстрелам. В течение следующей недели ЮНА постепенно установила контроль над значительной частью города. 9 апреля силы ЮНА отразили атаку хорватских сил, которые теперь входили Хорватского совета обороны, на военный аэродром Мостар. 11 апреля силы территориальной обороны боснийских сербов захватили две близлежащие гидроэлектростанции на реке Неретва. С 19 апреля 1992 года генерал Момчило Перишич, командир 13-го корпуса Билеча в Мостар, приказал артиллерию атаковать окрестности CIM, Ilići, Bijeli Brijeg и Доня Махала. Силы ЮНА в Мостаре насчитывали 17 000 солдат.
В феврале 1992 года на первой из многих встреч Бобан, Йосип Манолич,  помощник Туджмана и ранее премьер-министр Хорватии, и Радован Караджич, президент самопровозглашённой Республики Сербской, встретились в Граце, чтобы обсудить раздел Боснии и Герцеговины и необходимые перемещения населения. 6 мая Караджич и Бобан без представителей боснийцев снова встретились в Граце и заключили соглашение о прекращении огня и территориальном разделе Боснии и Герцеговины. Соглашение не включало Мостар: боснийские сербы утверждали, что восточный Мостар должен быть в сербской административной единице, в то время как боснийские хорваты считали, что весь Мостар должен быть в хорватской, исходя из границ 1939 года. Бановины Хорватии . В конечном итоге стороны разошлись, и на следующий день силы ЮНА и боснийских сербов, позже переименованные в Армию Республики Сербской (ВРС), совершили нападение на удерживаемые хорватами позиции на восточном берегу реки. Не считая узкой полосы на восточном берегу Неретвы, хорваты удерживали Биело Поле на северо-востоке. ЮНА занимала позиции на холмах с видом на город с востока, холме Хум к югу от города, нескольких пригородах на юге и части территории на севере.
Хорватская армия планировала наступление против ЮНА и Войска Республики Сербской под кодовым названием «Шакал». Целью операции было освободить Мостар и сломать окружение ЮНА осаждённого Дубровника. Подготовкой к операции руководил генерал ВВС Янко Бобетко. Бобетко реорганизовал командную структуру ХВО. В конце мая силы Хорватского совета обороны начали серию атак на позиции ЮНА и Войска Республики Сербской вокруг Мостара. 23 мая Хорватский совет обороны захватил гору Хум. Операция «Шакал» началась 7 июня, когда силы Хорватского совета обороны двинулись на восток и север от Чаплины в направлении Столаца и Мостара. В поддержку главного удара, ХВО атаковали позиции VRS на западном берегу Неретвы и 11 июня взял гору Orlovac и деревни Варда, Cule и Krusevo к юго — западу и Jasenica и Slipčići на юг. К следующему дню HVO вытеснила все оставшиеся силы VRS к востоку от реки Неретва. 13 июня сербские силы разрушили два моста через Неретву, в результате чего остался только мост Старый мост, который, однако, был повреждён.  
Тем временем хорватские силы быстро продвинулись вперёд и 14 июня достигли пригородов Мостара. К 15 июня ХСО укрепил свои позиции в Столаце, а 4-й батальон ХСО в Мостаре захватил казармы ЮНА «Северни Логор» в Мостаре. Чтобы завершить соединение с наступающими частями хорватской армии и Хорватского совета обороны, которые продвигались на север через Буна и Благай, силы ХСО у Мостара при поддержке 4-го батальона 4-й гвардейской бригады вооружённых сил Хорватии двинулись на юг от города через Ясеницу. Двое наступающих сил встретились 17 июня в международном аэропорту Мостара. ХСО очистило район Биело Поле на северо-востоке и продвинулось дальше на восток по склонам горы Вележ .  После вывода ВРС из восточного Мостара сербы были изгнаны из города.  К 21 июня ВРС были полностью вытеснены из Мостара. АРБиГ поддержала продвижение на восток из города только в второстепенной роли. В то время ХСО состояло как из хорватов, так и из боснийцев. Хотя линия фронта по-прежнему находилась недалеко от Мостара, возвышенность, выходящая прямо на Мостар на восточном берегу Неретвы, была обеспечена хорватскими силами. Хорватский совет обороны начал устанавливать контроль над Мостаром, а после захвата Бобан отстранил боснийцев от общественной жизни и вместо них поставил сторонников жёсткой линии HDZ, установил блокпосты вокруг города и ограничил свободу передвижения боснийцев внутри и за пределами Мостара.

### Последствия

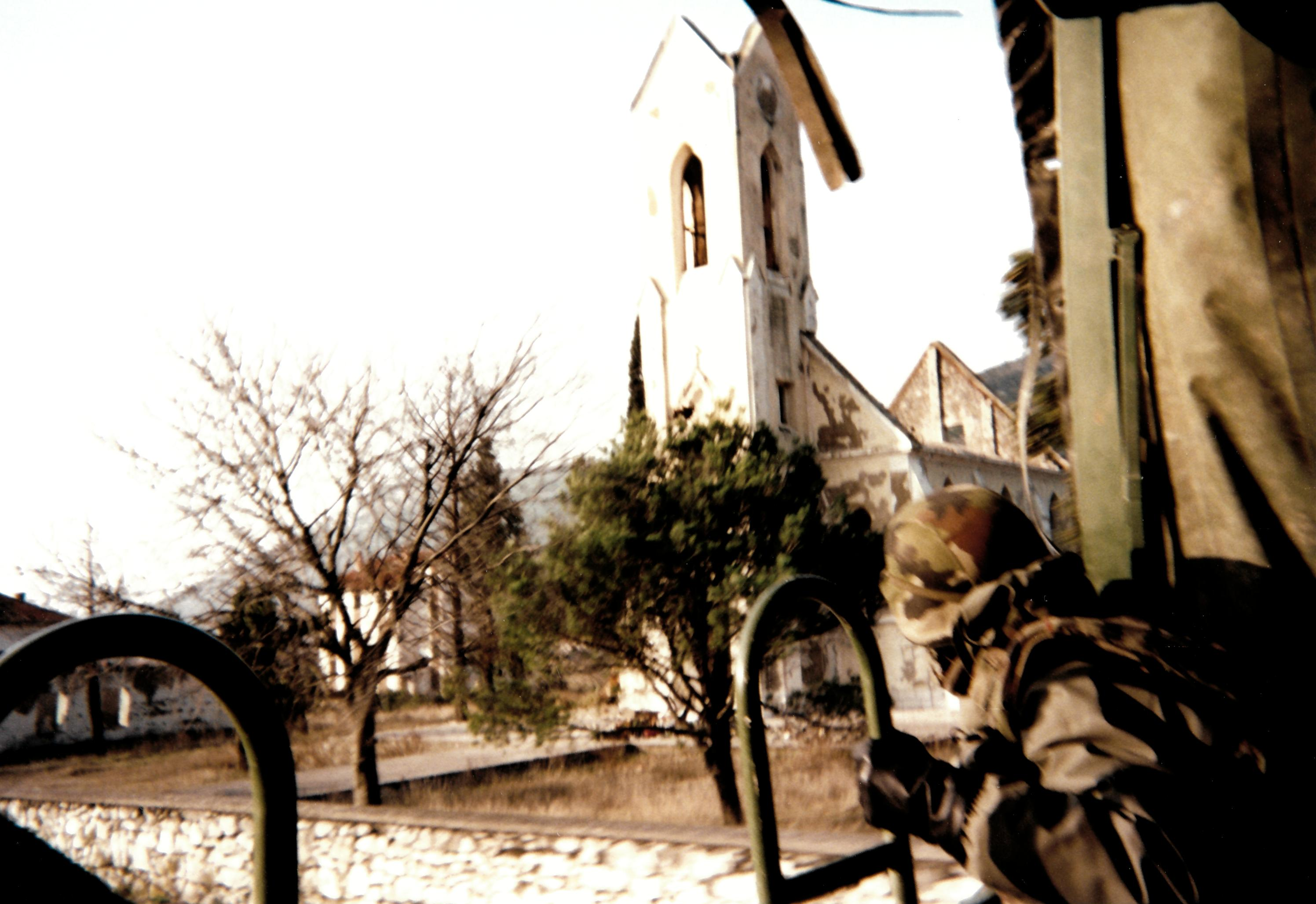
Католическая церковь в Потоци близ Мостара, разрушенная в мае 1992 года.

Мостар был серьёзно повреждён в результате обстрела ЮНА во время осады. Среди разрушенных или сильно повреждённых зданий были Католический собор Девы Марии, Матери церкви, францисканская церковь и монастырь, Епископский дворец (с библиотечной коллекцией более 50 000 книг), 12 из 14 мечетей, исторический музей, архивы и ряд других культурных учреждений. Все мосты города были разрушены, остался только мост на Старом Мосте. В середине июня 1992 года, после того, как линия фронта сместилась на восток, войска Хорватского совета обороны разрушило православный монастырь Житомислич, а собор Святой Троицы сожгла неустановленная группа. Югославская народная армия обвинялась в преследовании лиц несербской национальности, а также в разграблении и поджоге собственности боснийцев и хорватов. Около 90 тысяч из 120 тысяч жителей Мостара стали беженцами. Тысячи боснийцев, покинувших Мостар во время осады, начали возвращаться в город. За ними последовало множество боснийских беженцев из других боснийских городов, захваченных Армией Республики Сербской.
Согласно опросам общественного мнения, проведённым в 2000-х годах Белградским центром по правам человека и стратегическому маркетингу, менее 20 % респондентов заявили, что ЮНА фактически осадила Мостар.

## Июнь 1993 — апрель 1994

### Предыстория
Хотя изначально отношения между двумя союзниками были дружественными, но во второй половине 1992 года они начали ухудшаться. Правительство Хорватии вело «двойную игру» в Боснии и Герцеговине, и «военное решение требовало Боснии в качестве альтернативы. союзник, но для дипломатического решения Босния стала жертвой. Партия Хорватское демократическое содружество (ХДС) во главе с Франью Туджманом занимало важные должности в боснийском правительстве, включая премьерство и министерство обороны, но, несмотря на это, проводила отдельную политику и отказалась интегрировать Хорватский совет обороны в АрБиГ.  Джерко Доко, министр обороны Боснии, дал Хорватскому совету обороны приоритет в приобретении военного оружия. В январе 1992 года Туджман договорился о том, чтобы Степан Клюич, президент Хорватского демократического союза Боснии и Герцеговины, который выступал за сотрудничество с боснийцами в создании единого боснийского государства, был отправлен в отставку и заменён Мате Бобаном, который поддержал Хорватию аннексировать населённые хорватами территорию Боснии и Герцеговины. В партии существовал раскол между хорватами из этнически смешанных районов центральной и северной Боснии и хорватами из Герцеговины. Были также региональные лобби с расходящимися интересами внутри Партии демократического действия, в которую входили Сараево, Центральная Босния, Герцеговина, Боснийская Краина и Санджак.
Изетбегович подвергся сильному давлению со стороны Туджмана, чтобы тот согласился на вступление Боснии и Герцеговины в конфедерацию с Хорватией, однако Изетбегович хотел предотвратить попадание Боснии и Герцеговины под влияние Хорватии или Сербии. Изетбегович возражал против того, что это подорвёт примирение между боснийцами и сербами, сделает невозможным возвращение боснийских беженцев в Восточную Боснию и по другим причинам. Он получил ультиматум от Бобана, в котором он предупреждал, что, если он не провозгласит конфедерацию с Туджманом, хорватские силы не помогут защитить Сараево от опорных пунктов на расстоянии всего 40 километров. Начиная с июня, между боснийцами и хорватами начались дискуссии о военном сотрудничестве и возможном слиянии их армий. Правительство Хорватии рекомендовало переместить штаб-квартиру Армии Республики Босния и Герцеговина из Сараево поближе к Хорватии и настаивало на его реорганизации, чтобы усилить хорватское влияние.
В июне и июле Бобан усилил давление, заблокировав поставки оружия, которое боснийское правительство, действуя в обход санкций Организации Объединённых Наций на все поставки в бывшую Югославию, тайно закупало. 3 июля 1992 года Хорватская республика Герцег-Босна было официально объявлено в поправке к первоначальному решению от ноября 1991 года. Оно требовало власти над своей собственной полицией, армией, валютой и образованием. и распространил своё влияние на многие районы, где боснийцы составляли большинство. Он разрешал использовать только хорватский флаг, единственной разрешённой валютой стал хорватский динар, официальным языком также хорватский, и была принята хорватская школьная программа. Мостар, где боснийцы составляли незначительное большинство, был назначен столицей Герцег-Босны. 21 июля в Загребе Изетбегович и Туджман подписали Соглашение о дружбе и сотрудничестве между Боснией и Герцеговиной и Хорватией. Соглашение позволило им сотрудничать в противодействии сербской агрессии» и координировать военные усилия. Оно передавало Хорватский совет обороны под командование Армии Республики Босния и Герцеговина. Сотрудничество было негармоничным, но позволило доставлять оружие в Боснию и Герцеговину через Хорватию, несмотря на санкционированное ООН эмбарго на поставки оружия, возобновив каналы, заблокированные Бобаном.
Летом 1992 года Хорватский совет обороны начал чистку своих боснийских членов и многие уехали в АРБиГ, видя, что хорваты преследуют сепаратистские цели. Когда боснийское правительство начало подчёркивать свой исламский характер, хорваты покинули АРБиГ и присоединились к ХВО или были изгнаны. В конце сентября Изетбегович и Туджман снова встретились и попытались наладить военную координацию против ВРС, но безуспешно.  К октябрю соглашение было разорвано, и впоследствии Хорватия перенаправила поставки оружия в Боснию и Герцеговину, захватив себе значительное количество  а Бобан отказался от союза с Боснией. С октября 1992 года боснийские силы, лояльные Изетбеговичу и усиленные добровольцами-моджахедами из нескольких исламских стран, сражались против сил боснийских хорватов, поддерживаемых хорватской армией.  В этот момент хорватско-боснийский конфликт достиг точки продолжительного артиллерийского огня с обеих сторон. В то время численность HVO составляла 45 000 человек, а ARBiH — 80 500 человек. Однако АРБиГ была очень плохо оснащена и даже к концу 1993 года могла снабдить огнестрельным оружием только 44 000 солдат.  К ноябрю хорватские силы контролировали около 20 процентов территории Боснии и Герцеговины. По мере того, как эскалация продолжалась, правительство Загреба направило подразделения HV и спецназ Министерства внутренних дел (MUP RH) в Боснию и Герцеговину.  Божо Райч, министр обороны Боснии и Герцеговины и член HDZ  обвинил сербское правительство в расколе и попросил боснийскую сторону «протрезветь». 
После вывода сил Югославской народной армии и Войска Республики Сербской из Мостара напряжённость между хорватами и боснийцами усилилась. К середине апреля 1993 года он стал разделённым городом, в западной части которого преобладали силы Хорватского совета обороны, а в восточной части, где в основном была сосредоточена Армия Республики Босния и Герцеговина. 4-й корпус АРБиГ базировался в восточном Мостаре под командованием Арифа Пашалича. ХВО Юго-Восточная Герцеговина находилась под командованием Мильенко Ласича.  Война между хорватами и боснийцами уже бушевала в центральной Боснии, но худшее из неё должно было произойти в Мостаре.  В апреле в Мостаре от снайперского огня погибло несколько человек. Обе стороны договорились о перемирии, которое продлилось недолго.  К концу апреля полностью разразилась хорватско-боснийская война. 21 апреля министр обороны Хорватии Гойко Шушак встретился с лордом Оуэном в Загребе. Шушак выразил возмущение поведением боснийцев и сказал, что две хорватские деревни в восточной части Герцеговины попали в руки сербов, вместо того чтобы рисковать попасть под контроль боснийцев.  Командующий ВРС Ратко Младич сказал, что боснийские силы «вытеснят хорватов», если они не будут воевать с сербами, и что с хорватами «покончено», если боснийцы разрушат электростанции в долина Неретвы.  Шушак, сам боснийский хорват, действовал как «проводник» хорватской поддержки сепаратизма боснийских хорватов.  На своём пике сумма денег из Хорватии, которая финансировала HVO, превышала 500 000 долларов в день. 
Бои начались рано утром 9 мая 1993 года. Обстрелу артиллерии подверглись как восточная, так и западная сторона Мостара. Однако свидетельства относительно того, как началось нападение 9 мая 1993 г., по-прежнему очень разнятся.   Накануне 9 мая и ХСО, и АРБиГ готовились к потенциальной атаке.  наблюдатели международного сообщества заявили, что ХСО начала атаку 9 мая 1993 года.  Атака вызвала возмущение в ООН.  Командующий СООНО генерал Ларс-Эрик Вальгрен назвал это «крупным хорватским нападением».  Члены АРБиГ заявили, что ХСО начала атаку на АРБиГ.  По данным ХСО, АРБиГ атаковала удерживаемые Хорватским советом обороны казармы Тихомира Мишича, также известные как Северный Логор (Северный лагерь), утром 9 мая.  Тем не менее, нет никаких приказов, подтверждающих, что ХВО или АРБиГ начали атаку 9 мая 1993 года. 
В ходе судебного процесса над руководством Герцег-Босны и Хорватского совета обороны МТБЮ пришёл к выводу, что: "9 мая 1993 года ХВО предприняло крупную атаку на Армию Республики Боснии и Герцеговины в Мостаре, в ходе которой она захватила комплекс зданий Враница, где располагалась штаб-квартира Армии Республики Босния и Герцеговина. В ходе этой операции, продолжавшейся несколько дней, солдаты ХСО взорвали мечеть Баба Бесир. Солдаты ХСО провели массовые аресты мусульман в Западном Мостаре и отделили мужчин от женщин, детей и пожилых людей. Мужчины, принадлежащие к боснийской армии, были задержаны в здании Министерства внутренних дел и в «Табачном институте», где они были жестоко избиты. Другие мужчины — некоторые из которых принадлежали к Армии Республики Боснии и Герцеговины, а другие нет — были задержаны и избиты на инженерно-механическом факультете. Десять солдат ABiH погибли в результате насилие над ними. Женщин, детей и пожилых людей из Западного Мостара отправили в Гелиодром, где они продержались несколько дней, прежде чем они смогли вернуться домой.
ХСО изгнал боснийцев в районах Мостар, что контролируемые или послал их в лагеря в Dretelj, Heliodrom, Габела и Любушках, где они голодали, замученных и убитых. HVO стало пассивным на всех фронтах с VRS или сотрудничало с ними. Исключение составили Орашье, Усора и Бихач, где сохранялся союз с АРБиГ. Туджман уволил старших офицеров хорватской армии, выступавших против войны с АРБиГ, а Янко Бобетко был назначен начальником Генерального штаба Вооружённых сил Хорватии.

### Эскалация конфликта

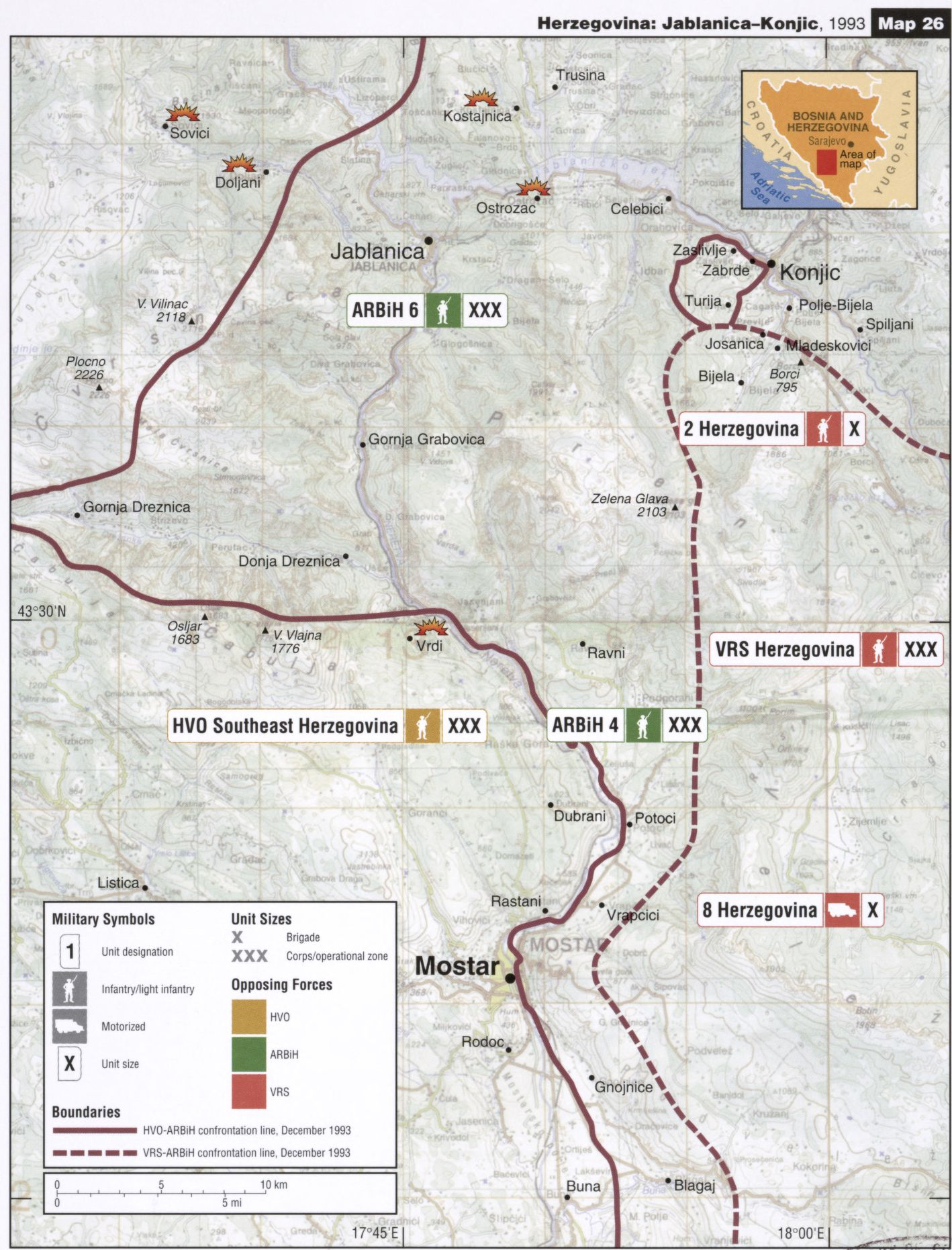
Линии фронта в северной и центральной Герцеговине в конце 1993 года

Основными местами боевых действий 9 мая были казармы Тихомира Мишича, удерживаемые ХСО, и штаб АРБиГ в западном Мостаре в подвале комплекса зданий, называемого Враница. 9 мая здание подверглось сильному артиллерийскому обстрелу, а на следующий день ХВО захватило его. Позже были убиты 10 боснийских военнопленных из одного из зданий, а в последующие дни разразились ожесточённые уличные бои. 13 мая командир ХВО Миливой Петкович и командующий АРБиГ Сефер Халилович подписали соглашение о прекращении огня, однако бои в городе продолжались. 16 мая ХВО захватило небольшой участок территории на правом берегу Неретвы. Ситуация успокоилась 21 мая, и обе стороны продолжали оставаться на передовой. 
К началу июня ХВО контролировало значительную часть Мостара. В составе ХВО было пять бригад, полк спецназа и около пяти батальонов военной полиции. Эти силы также были поддержаны войсками в городах на юго-западе Герцеговины, включая Любушки, Читлук и Чаплина. Напротив, 4-й корпус АРБиГ имел только 41-ю бригаду Мостара под непосредственным командованием Мостара.  В 4-м корпусе было в общей сложности около 4000 человек, организованных в четыре бригады.  В начале 1993 года главный штаб HVO оценил численность HVO в своей оперативной зоне на юго-востоке Герцеговины в 6000 офицеров и солдат. 
30 июня АРБиГ захватила казармы Тихомира Мишича на восточном берегу Неретвы, плотину гидроэлектростанции на реке и основные северные подступы к городу. АРБиГ также взяла под свой контроль район Врапчичи на северо-востоке Мостара. Таким образом они захватили всю восточную часть города. 13 июля АРБиГ предприняла новое наступление и захватила Буна и Благай к югу от Мостара. Двумя днями позже на линии фронта развернулись ожесточённые бои за контроль над северными и южными подступами к Мостару. ХВО начали контратаку и отбили Буна.  АРБиГ не смогла повторить свои победы в центральной Боснии против ХВО и полностью вытеснить хорватские силы. В западной части города ХВО оставалось под контролем. Затем они изгнали боснийское население из западного Мостара, а тысячи мужчин были отправлены в импровизированные лагеря, большинство из которых находились на бывшей вертолётной площадке возле деревни Дретель к югу от Мостара.  АРБиГ держал хорватских заключённых в следственных изоляторах в деревне Потоци к северу от Мостара и в лагере четвёртой начальной школы в Мостаре. Обе стороны успокоились и начали обстреливать и стрелять друг в друга, хотя превосходное тяжёлое вооружение ХВО нанесло серьёзный ущерб восточному Мостару. 
В период с июня 1993 года по апрель 1994 года ХВО осадили восточную часть Мостара. МТБЮ установил, что "в течение этого периода Восточный Мостар и район Донья-Махала на западе подвергались продолжительному военному нападению со стороны ХВО, включая интенсивную и непрерывную стрельбу и артиллерийский обстрел. Этот обстрел и обстрел привели к многочисленным жертвам, в том числе погибшим многих гражданских лиц и представителей международных организаций. Десять мечетей были серьёзно повреждены или разрушены. ХВО препятствовало, а иногда даже полностью перекрывало проход гуманитарной помощи. Таким образом, мусульманское население было вынуждено жить в крайне тяжёлых условиях, лишённое пищи. вода, электричество и надлежащий уход. Многие женщины, в том числе одна 16-летняя девочка, были изнасилованы солдатами ХСО, прежде чем были вытеснены через линию фронта в Восточный Мостар ".  ХВО было выпущено более 100 000 снарядов по Восточному Мостару. 
Во время хорватско-боснийского конфликта сербы, которые всё ещё оставались самой сильной силой, сотрудничали как с боснийцами, так и с хорватами, проводя политику местного баланса и вступая в союз с более слабой стороной. В более широком районе Мостара сербы оказывали военную поддержку боснийской стороне.  Артиллерия VRS прекратила огонь по АРБиГ, удерживаемой восточной частью Мостара, и обстреляла позиции HVO на холмах с видом на Мостар. 
В сентябре 1993 года АРБиГ начала операцию, известную как операция «Неретва-93» против ХВО, чтобы прорваться в южную долину Неретвы и разгромить ХВО в Герцеговине. Скоординированные атаки были нанесены по позициям ХВО в этом районе. В центре атаки был оплот HVO Врди к северу от Мостара, но HVO удалось отразить атаку. Силы АРБиГ и ХВО имели столкновения в Мостаре и его пригородах Биело-Поле и Раштани . АРБиГ добилась некоторых ограниченных успехов, нападая из города в трёх направлениях. ХВО ответила артиллерийским обстрелом восточной части города 23 сентября и безрезультатной контратакой 24 сентября. Применение артиллерии АРБиГ и ХВО нанесло городу дальнейший ущерб, но ни одна из сторон не добилась значительных успехов. После нескольких дней переговоров 3 октября было достигнуто соглашение о прекращении огня. Десятки мирных хорватов были убиты в деревнях к северу от Мостара во время операции.   22 октября Туджман поручил Шушаку и Бобетко продолжать поддерживать Герцег-Боснию, полагая, что «будущие границы хорватского государства решаются там». 

### Разрушение Старого моста

Уничтожение Старого моста

После окончания осады ЮНА Старый мост стал последним мостом, соединяющим два берега реки Неретва. АРБиГ занимала позиции в непосредственной близости от моста и использовалась АРБиГ в период с мая по ноябрь 1993 года для боевых действий на линии фронта, а также жителями правого и левого берегов Неретвы в качестве средства связи и поставки оружия. Старый мост подвергся обстрелу ХСО в июне 1993 года, а 8 ноября танк Хорватского совета обороны начал обстрел моста, пока на следующий день он не рухнул в реку Неретва.  
На встрече 10 ноября с руководством Герцег-Босны Туджман спросил, кто разрушил мост. Руководство отрицало свою ответственность, Бобан ответил, что «раньше по нему так много обстреляли и шли ужасные дожди, что он рухнул сам по себе», а Прлич сказал, что их люди не смогли добраться до моста. Туджман был озабочен ограничением реакции международного сообщества и СМИ.  Хорватская государственная ежедневная газета Vjesnik обвинила мир, который ничего не сделал, чтобы остановить войну, а Хорватское радио — боснийцев. Разрушение привело к практически полной изоляции боснийского анклава Донья Махала на правом берегу Неретвы. Несколькими днями позже ХСО разрушило импровизированный мост в Каменице, построенный АРБиГ в марте 1993 года. МТБЮ в деле Прлича и др. сделал вывод о том, что мост был законной военной целью для ХСО, но его разрушение причинило несоразмерный ущерб боснийскому гражданскому населению Мостара. Председательствующий судья Жан-Клод Антонетти вынес отдельное мнение и сказал, что «анализ видеозаписи не позволил Палате без всяких разумных сомнений установить, кто стал причиной окончательного обрушения Старого моста».

### Вашингтонское соглашение

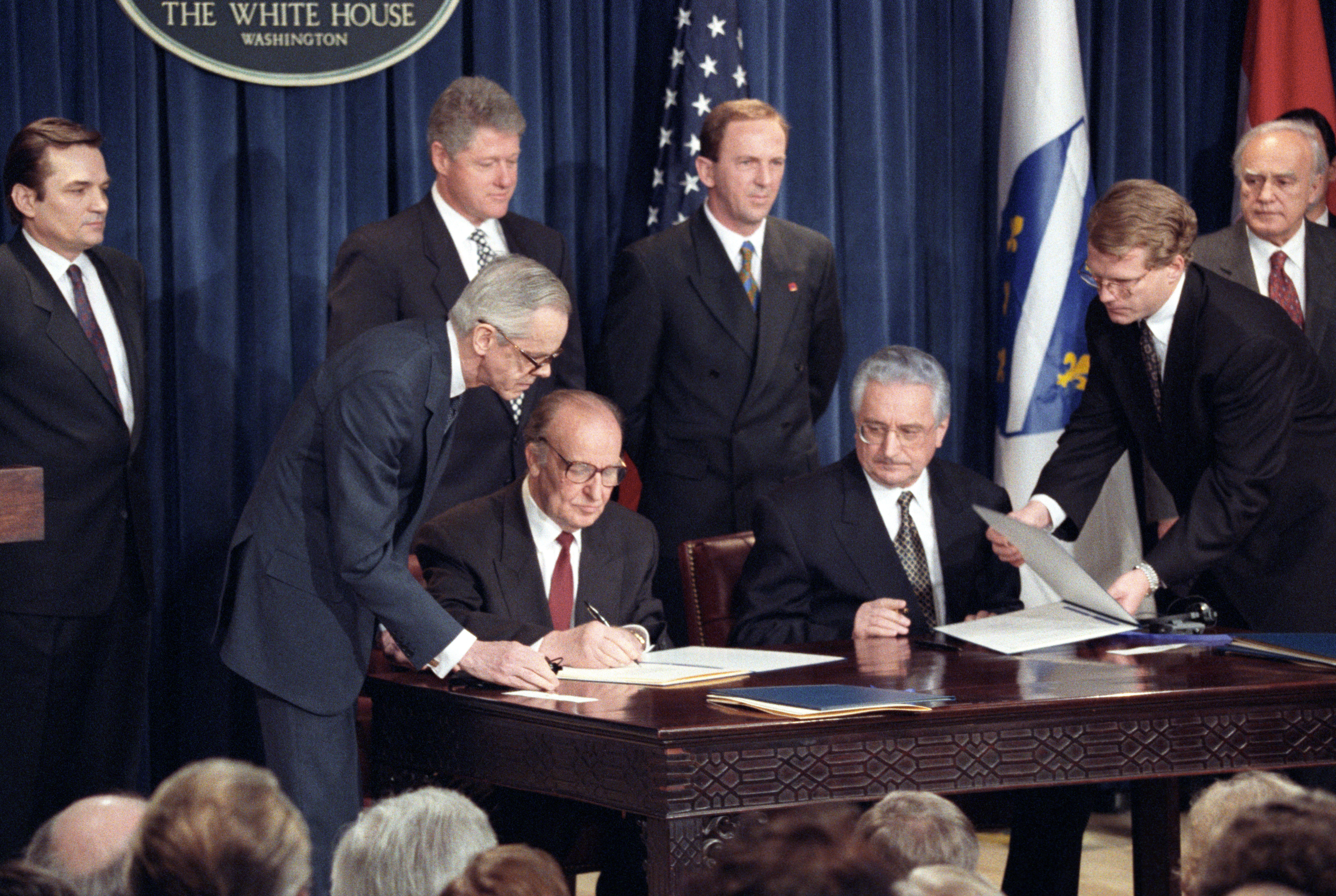
Франьо Туджман и Алия Изетбегович подписывают Вашингтонское соглашение в 1994 году

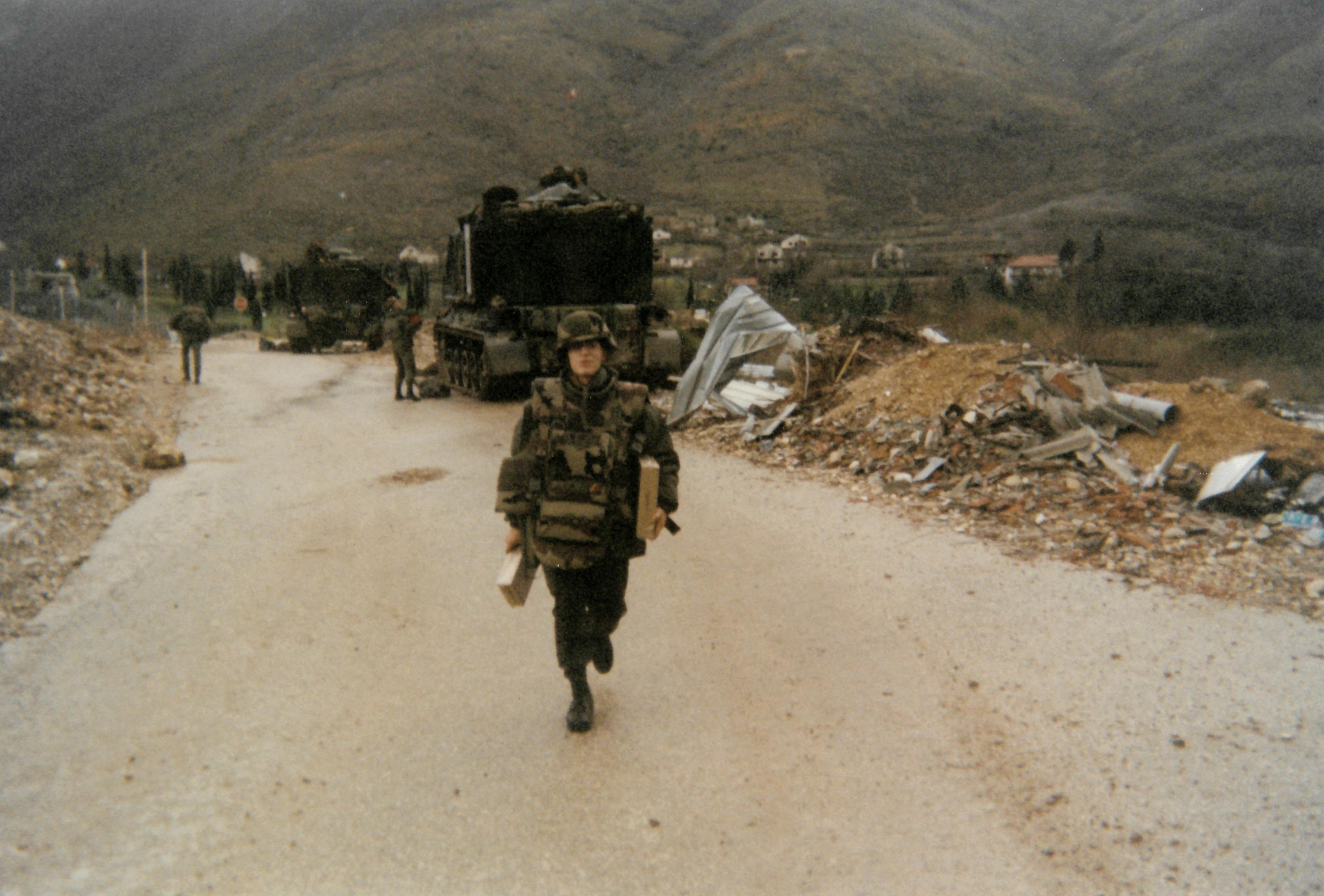
Артиллерийский отряд французских сил выполнения (IFOR), дислоцированный в Мостаре в 1995 году

В сентябре 1993 года попытка примирения хорватской и боснийской сторон была подавлена продолжающимися боевыми действиями в центральной Боснии и Мостаре и тем фактом, что боснийцы в то время не были заинтересованы в мире. Летом 1993 года Туджман и Милошевич предложили свои планы по созданию свободного союза трёх республик. Изетбегович сказал, что согласится с этим при условии, что боснийское подразделение будет составлять не менее 30 процентов территории Боснии и Герцеговины и будет иметь доступ к реке Сава и Адриатическому морю. Сербская сторона была готова принять только 24 процента территории, и план не был реализован.  В январе 1994 года Изетбегович представил Туджману два разных плана раздела Боснии и Герцеговины, которые были отклонены.
В феврале 1994 года Генеральный секретарь ООН сообщил, что от 3000 до 5000 хорватских регулярных военнослужащих находятся в Боснии и Герцеговине, и Совет Безопасности ООН осудил Хорватию, предупредив, что, если она не прекратит «все формы вмешательства», то будут приняты «серьёзные меры». Боснийское правительство назвало цифру в 20 000 человек, назвав это вторжением.  В том же месяце Бобан и сторонники жёсткой линии HVO были отстранены от власти  а «криминальные элементы» были уволены из АРБиГ. 
26 февраля в Вашингтоне начались переговоры между лидерами боснийского правительства и Мате Граничем, министром иностранных дел Хорватии, чтобы обсудить возможности постоянного прекращения огня и конфедерации боснийских и хорватских регионов.  К этому времени объём территории Боснии и Герцеговины, контролируемой HVO, упал с 20 процентов до 10 процентов. Под сильным американским давлением. 1 марта в Вашингтоне было достигнуто предварительное соглашение о хорватско-боснийской федерации. 18 марта на церемонии, устроенной президентом США Биллом Клинтоном, премьер-министр Боснии Харис Силайджич, министр иностранных дел Хорватии Мате Гранич и президент Хорватской республики Герцег-Босна Крешимир Зубак подписали соглашение о прекращении огня. Соглашение было также подписано президентом Боснии Алией Изетбегович и президентом Хорватии Франьо Туджманом, что фактически положило конец хорватско-боснийской войне. Согласно соглашению, объединённая территория, удерживаемая хорватскими и боснийскими правительственными силами, была разделена на десять автономных кантонов.
Хотя у ХВО было преимущество в вооружении, битва за Мостар закончилась нерешительно, и город был разделён на две части по этническому признаку.   Мостар перешёл под администрацию Европейского союза на промежуточный двухлетний период, в течение которого он должен был быть реинтегрирован как «единая, самодостаточная и многоэтническая администрация». 23 мая ООН заключила соглашение о свободе передвижения в районе Мостара, но жители города Мостар по-прежнему не могли путешествовать с востока на запад. Оба соглашения были опротестованы в западном Мостаре хорватскими лидерами. Епископ Мостара утверждал, что это город с хорватским большинством, который был частью католической Герцег-Боснии, и что администрация ЕС не была волей народа.
Через несколько месяцев после подписания Вашингтонского соглашения хорватское правительство продолжало проводить политику ирредентизма. Согласно отчёту Novi list, Ивич Пашалич, который был ключевым советником Туджмана и действовал от его имени, возглавил делегацию из трёх человек недалеко от Баня-Луки для обсуждения с Караджичем раздела Боснии и Герцеговины. На встрече Караджич предложил обмен территориями и населением, что очень заинтересовало Туджмана.

## Людские потери

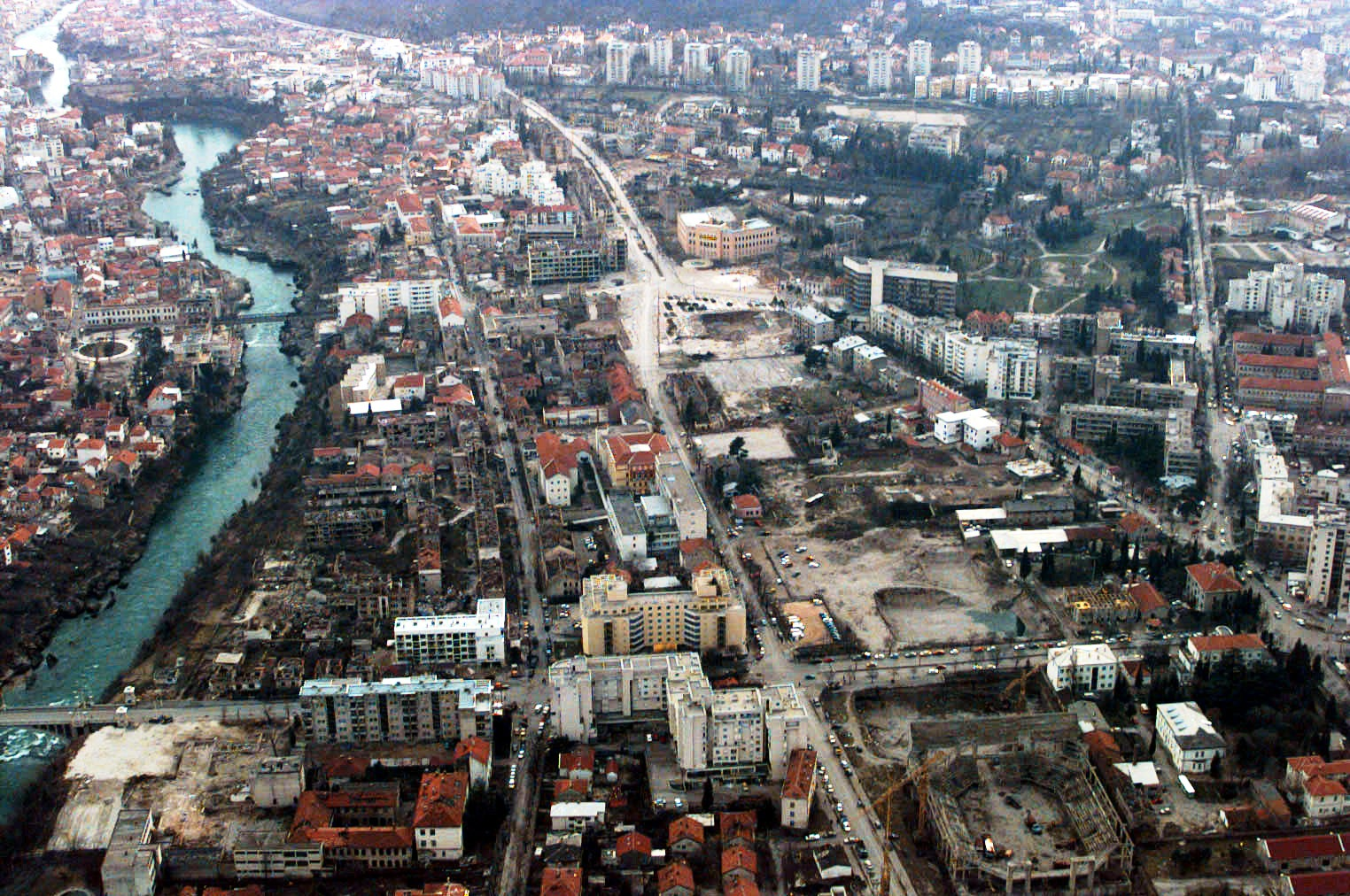
Аэрофотоснимок Мостара в 1997 году

В результате осады погибло около 2000 человек. Согласно отчёту Эвы Табо, который использовался МТБЮ, с мая 1993 года до конца конфликта в Восточном Мостаре погибли как минимум 539 человек. В это число не входят 484 смертельных случая, место смерти которых неизвестно, но произошедших во время осады. Из 539 погибших 49,5 % составили гражданские лица и 50,5 % — комбатанты.
Перед войной в муниципалитете Мостара проживало 43 037 хорватов, 43 856 боснийцев, 23 846 сербов и 12 768 югославов. Западный Мостар, Юго-Запад Мостара и Южный Мостар имели относительное большинство хорватов, Север Мостара и Старый город Мостара имели относительное боснийское большинство, а Юго-Восточный Мостар имел абсолютное большинство боснийцев. По данным 1997 года, муниципалитеты, в которых в 1991 году относительное большинство хорватов, стали полностью хорватскими, а муниципалитеты, в которых большинство составляло боснийцы, стали полностью боснийскими.  Из-за перемещения людей из других городов Боснии и Герцеговины во время войны, в восточном Мостаре было более 30 тысяч перемещённых лиц из восточной Герцеговины, Столаца, Чаплины и беженцев, прибывших из центральной Боснии, Сараево, Ябланицы и Коница. В западном Мостаре, похоже, был намеренный проект правительства Хорватии по переселению туда хорватов с целью установления демографического и политического контроля. Международная кризисная группа отметила, что «узкое большинство боснийцев в 1991 году превратилось в существенное большинство хорватов». 
Мостар стал самым сильно разрушенным городом Боснии и Герцеговины. Наиболее пострадавший район был в боснийском населённом востоке Мостара и боснийской части западного Мостара, где было разрушено или очень сильно повреждено около 60 и 75 процентов зданий. В западном Мостаре, населённом хорватами, серьёзно повреждены или разрушены около 20 процентов зданий, в основном на западной стороне линии враждебности на бульваре. По оценкам, пострадало 6500 из 17 500 жилых единиц города.

## Реконструкция Старого моста

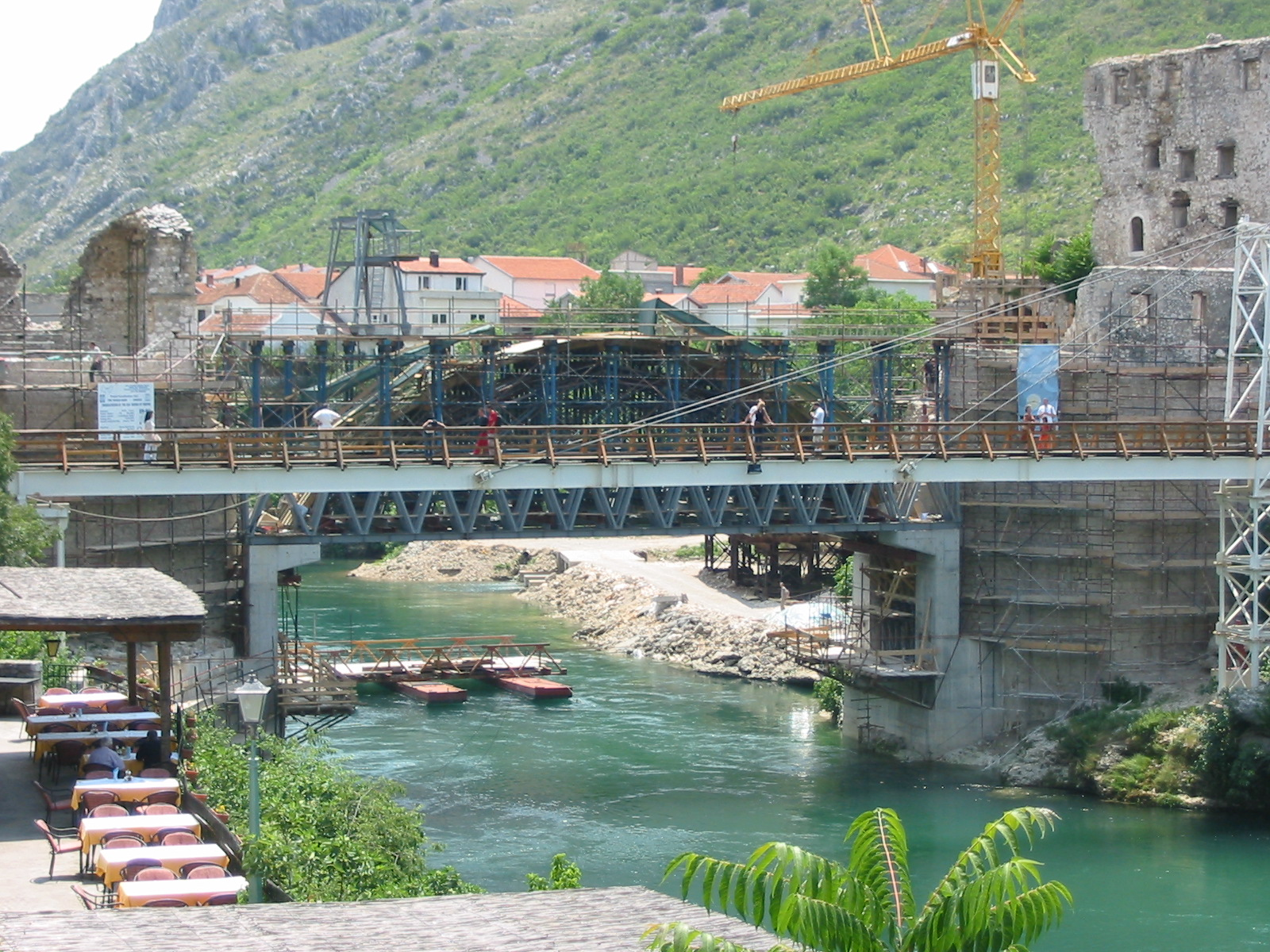
Старый мост во время реконструкции в 2003 году

После окончания Боснийской войны возникли планы по восстановлению моста: Всемирный банк, ЮНЕСКО, Фонд Ага Хана по культуре и Всемирный фонд памятников сформировали группу для наблюдения за реконструкцией Старого моста и исторического центра Мостара. Дополнительное финансирование было предоставлено Италией, Нидерландами, Турцией, Хорватией и Банком развития Совета Европы, а также правительством Боснии. В октябре 1998 года ЮНЕСКО учредила международный комитет экспертов для наблюдения за проектированием и реконструкцией. Было решено построить мост, максимально похожий на оригинал, используя те же технологии и материалы. Мост был восстановлен с использованием местных материалов турецкой компанией Er-Bu Construction Corp с использованием османских строительных технологий. Камень Tenelia из местных карьеров был использован, и водолазы венгерской армии извлекли камни из первоначального моста из реки внизу. Реконструкция началась 7 июня 2001 года, а его открытие состоялось 23 июля 2004 года.

## Обвинения
Руководство Хорватского совета обороны (Ядранко Прлич, Бруно Стоич, Миливой Петкович, Валентин Чорич, Берислав Пушич и Слободан Праляк) было осуждено в 2013 году приговором первой инстанции МТБЮ в отношении военных преступлений во время Боснийской войны. В приговоре Палата установила, что во время присутствия Хорватского совета обороны в Мостаре тысячи боснийских мусульман и других нехорватов были изгнаны из западной части города и вынуждены переселиться в восточную часть. Командующий АРБиГ Сефер Халилович был обвинён Международным трибуналом по бывшей Югославии в военных преступлениях, совершённых во время Боснийской войны, но позднее признан невиновным. В 2007 году Суд Боснии и Герцеговины признал виновными восемь бывших солдат АРБиГ за преступления против хорватских военнопленных в Мостаре. Четыре бывших члена Хорватского совета обороны были осуждены в 2011 году за преступления против боснийцев в тюрьме Войно. В 2014 году в деревне Потоци недалеко от Мостара начался судебный процесс над пятью бывшими солдатами АРБиГ по обвинению в преступлениях против хорватов.

### Книги и журналы
- Armaly, Maha; Blasi, Carlo; Hannah, Lawrence (2004). Stari Most: Rebuilding More Than a Historic Bridge in Mostar. Museum International. 56 (4): 6–17. doi:10.1111/j.1468-0033.2004.00044.x.
- Bethlehem, Daniel L. The 'Yugoslav' Crisis in International Law / Daniel L. Bethlehem, Marc Weller. — Cambridge University Press, 1997. — Vol. 5. — P. liiv. — ISBN 978-0-521-46304-1.
- Bollens, Scott A. Cities, Nationalism and Democratization. — London and New York : Routledge, 2007. — ISBN 978-1-134-11183-1.
- Burg, Steven L. The War in Bosnia-Herzegovina: Ethnic Conflict and International Intervention / Steven L. Burg, Paul S. Shoup. — Armonk : M. E. Sharpe, 1999. — ISBN 978-0-7656-3189-3.
- Central Intelligence Agency, Office of Russian and European Analysis. Balkan Battlegrounds: A Military History of the Yugoslav Conflict, 1990–1995, Volume 1. — Washington, D.C. : Central Intelligence Agency, 2002. — ISBN 978-0-16-066472-4.
- Central Intelligence Agency, Office of Russian and European Analysis. Balkan Battlegrounds: A Military History of the Yugoslav Conflict, 1990–1995, Volume 2. — Washington, D.C. : Central Intelligence Agency, 2002b. — ISBN 978-0-16-066472-4.
- Christia, Fotini. Alliance Formation in Civil Wars. — Cambridge : Cambridge University Press, 2012. — ISBN 978-1-139-85175-6.
- Goldstein, Ivo. Croatia: A History. — London : C. Hurst & Co., 1999. — ISBN 978-1-85065-525-1.
- Hoare, Marko Attila (Март 1997). The Croatian Project to Partition Bosnia-Hercegovina, 1990–1994. East European Quarterly. 31 (1): 121–138.
- Hoare, Marko Attila. Central and Southeast European Politics Since 1989. — Cambridge : Cambridge University Press, 2010. — P. 111–136. — ISBN 978-1-139-48750-4.
- Hockenos, Paul. Homeland Calling: Exile Patriotism and the Balkan Wars. — Ithaca : Cornell University Press, 2003. — ISBN 978-0-8014-4158-5.
- Ivković, Sanja Kutnjak. Reclaiming Justice: The International Tribunal for the Former Yugoslavia and Local Courts / Sanja Kutnjak Ivković, John Hagan. — New York : Oxford University Press, 2011. — ISBN 978-0-19-534032-7.
- Kumar, Radha. Divide and Fall?: Bosnia in the Annals of Partition. — London and New York : Verso, 1999. — ISBN 978-1-85984-183-9.
- Kurspahić, Kemal. Prime Time Crime: Balkan Media in War and Peace. — Washington, D.C. : United States Institute of Peace, 2003. — ISBN 978-1-929223-39-8.
- Lukic, Reneo. Europe from the Balkans to the Urals: The Disintegration of Yugoslavia and the Soviet Union / Reneo Lukic, Allen Lynch. — Oxford : Oxford University Press, 1996. — ISBN 978-0-19-829200-5.
- Magaš, Branka. The War in Croatia and Bosnia-Herzegovina 1991–1995 / Branka Magaš, Ivo Žanić. — London : Frank Cass, 2001. — ISBN 978-0-7146-8201-3.
- Malcolm, Noel. Povijest Bosne: kratki pregled. — Erasmus Gilda, 1995.
- Mulaj, Kledja. Politics of Ethnic Cleansing: Nation-State Building and Provision of Insecurity in Twentieth-Century Balkans. — Lanham : Rowman & Littlefield, 2008. — ISBN 978-0-7391-4667-5.
- Mojzes, Paul. Balkan Genocides: Holocaust and Ethnic Cleansing in the 20th Century. — Plymouth : Rowman and Littlefield Publishers, 2011. — ISBN 978-1-4422-0663-2.
- Nizich, Ivana. War Crimes in Bosnia-Heczegovina. — New York : Human Rights Watch, 1992. — Vol. 1. — ISBN 978-1-56432-083-4.
- Ramet, Sabrina P. The Three Yugoslavias: State-Building and Legitimation, 1918–2005. — Bloomington : Indiana University Press, 2006. — ISBN 978-0-253-34656-8.
- Ramet, Sabrina P. Central and Southeast European Politics Since 1989. — Cambridge : Cambridge University Press, 2010. — P. 258–285. — ISBN 978-1-139-48750-4.
- Ruggles, D. Fairchild. On Location: Heritage Cities and Sites. — New York, NY : Springer, 2012. — ISBN 978-1-4614-1108-6.
- Sells, Michael Anthony. The Bridge Betrayed: Religion and Genocide in Bosnia. — Berkeley : University of California Press, 1998. — ISBN 978-0-520-92209-9.
- Shrader, Charles R. The Muslim-Croat Civil War in Central Bosnia: A Military History, 1992–1994. — College Station, Texas : Texas A&M University Press, 2003. — ISBN 978-1-58544-261-4.
- Tanner, Marcus. Croatia: a nation forged in war. — 2nd. — New Haven; London : Yale University Press, 2001. — ISBN 0-300-09125-7.
- Thomas, Nigel. The Yugoslav Wars (2): Bosnia, Kosovo, and Macedonia, 1992–2001. — New York : Osprey Publishing, 2006. — ISBN 978-1-84176-964-6.
- Toal, Gerard. Bosnia Remade: Ethnic Cleansing and Its Reversal / Gerard Toal, Carl T. Dahlman. — New York : Oxford University Press, 2011. — ISBN 978-0-19-973036-0.
- Trifunovska, Snežana. Yugoslavia Through Documents: From its Creation to its Dissolution. — Dordrecht : Martinus Nijhoff Publishers, 1994. — ISBN 978-0-7923-2670-0.
- Udovički, Jasminka. Burn This House: The Making and Unmaking of Yugoslavia / Jasminka Udovički, Ejub Štitkovac. — Durham : Duke University Press, 2000. — P. 175–216. — ISBN 978-0-8223-2590-1.
- Dyker, David A. Yugoslavia and After: A Study in Fragmentation, Despair and Rebirth / David A. Dyker, Ivan Vejvoda. — New York City : Routledge, 2014. — ISBN 978-1-317-89135-2.
- Walasek, Helen. Bosnia and the Destruction of Cultural Heritage. — Dorchester : Ashgate Publishing, 2015. — ISBN 978-1-4094-3704-8.
- Yarwood, John R. Rebuilding Mostar: Urban Reconstruction in a War Zone / John R. Yarwood, Andreas Seebacher, Niels Strufe … [и др.]. — Liverpool : Liverpool University Press, 1999. — ISBN 978-0-85323-903-1.
- Owen, David. Balkan Odyssey. — London : Indigo, 1996. — ISBN 9780575400290.
- Югославия в XX веке: очерки политической истории / К. В. Никифоров (отв. ред.), А. И. Филимонова, А. Л. Шемякин и др. — М.: Индрик, 2011. — 888 с. — ISBN 978-5-91674-121-6.

### Новостные статьи
- Burns, John F. (6 июля 1992). Croats Claim Their Own Slice of Bosnia. New York Times.
- Burns, John F. (21 июля 1992). U.N. Resumes Relief Flights to Sarajevo. New York Times.
- Burns, John F. (26 июля 1992). Croatian Pact Holds Risks for Bosnians. New York Times.
- Darnton, John (16 февраля 1994). U.N. Forcing Croatia to Acknowledge Its 'Invisible' Army in Bosnia. New York Times.
- Lewis, Paul (4 февраля 1994). U.N. Security Council Warns Croatia on Troops in Bosnia. New York Times.
- Kaufman, Michael T. (13 июля 1992). A Bridge Over Bosnia's Desperation. The New York Times.
- Williams, Carol J. (9 мая 1992). Serbs, Croats Met Secretly to Split Bosnia. Los Angeles Times.

### Международные, государственные и неправительственные источники
- Prlić et al. – Case Information Sheet. International Criminal Tribunal for the former Yugoslavia.
- Prosecutor v. Jadranko Prlić, Bruno Stojić, Slobodan Praljak, Milivoj Petković, Valentin Ćorić, Berislav Pušić - Judgement - Volume 2 of 6. International Criminal Tribunal for the former Yugoslavia (29 мая 2013).
- Prosecutor v. Jadranko Prlić, Bruno Stojić, Slobodan Praljak, Milivoj Petković, Valentin Ćorić, Berislav Pušić - Judgement - Volume 3 of 6. International Criminal Tribunal for the former Yugoslavia (29 мая 2013).
- Prosecutor v. Jadranko Prlić, Bruno Stojić, Slobodan Praljak, Milivoj Petković, Valentin Ćorić, Berislav Pušić - Judgement - Volume 6 of 6. International Criminal Tribunal for the former Yugoslavia (29 мая 2013).
- Prosecutor v. Jadranko Prlić, Bruno Stojić, Slobodan Praljak, Milivoj Petković, Valentin Ćorić, Berislav Pušić - Judgement - Summary. International Criminal Tribunal for the former Yugoslavia (29 мая 2013).
- Prosecutor v. Sefer Halilović - Appeals Chamber Judgement. International Criminal Tribunal for the former Yugoslavia (16 октября 2007).
- Croatian Presidential Transcripts for 10-11-93 - exhibit P06581. — Международный трибунал по бывшей Югославии, 2007-10-26.
- Tabeau, Ewa. Conflict in Numbers: Casualties of the 1990s Wars in the Former Yugoslavia (1991–1999)]. — Helsinki Committee for Human Rights in Serbia, 2009.